# Robertville
Pour les articles homonymes, voir Robertville (homonymie).

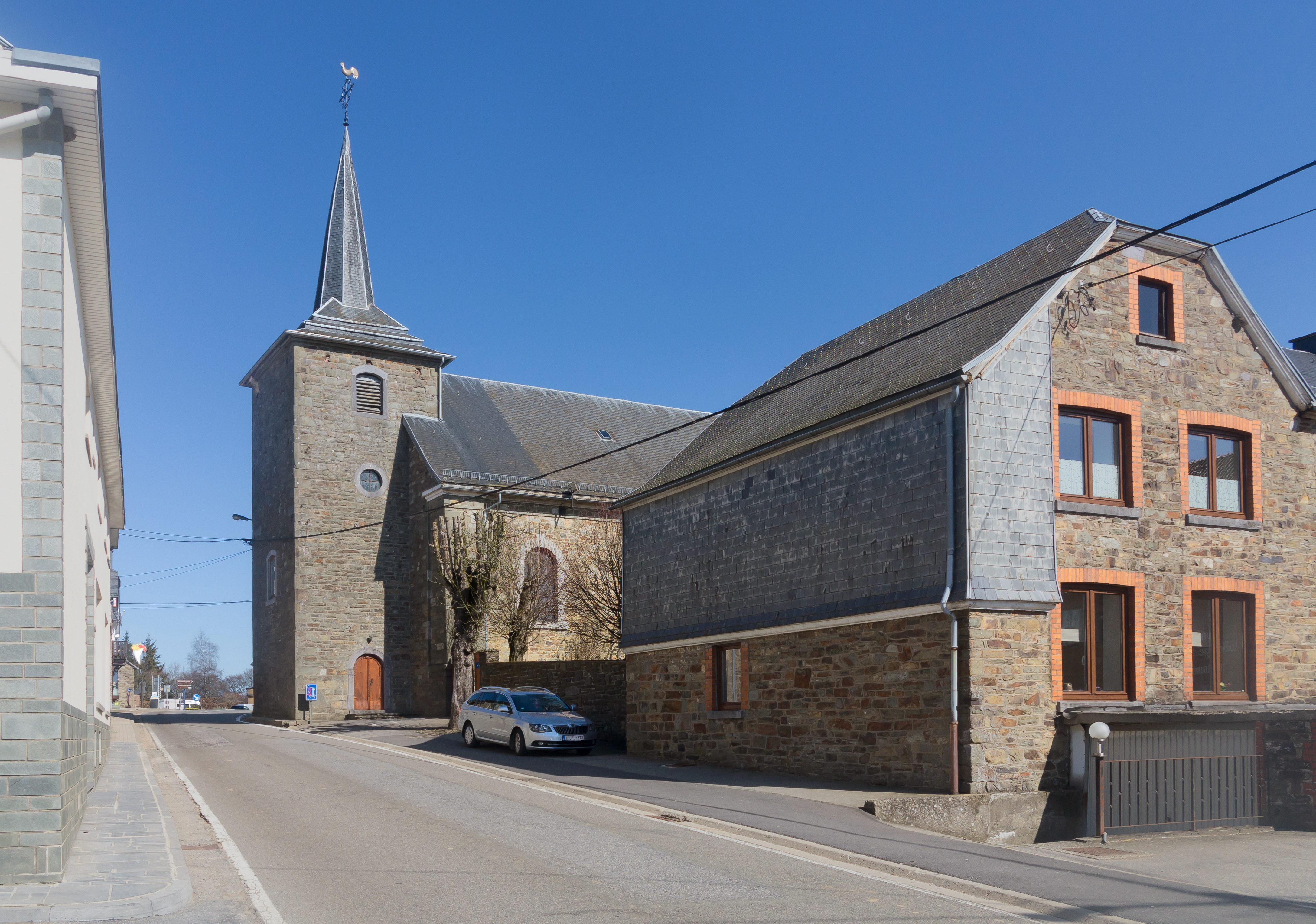
L'église Saint-Joseph.

Robertville (en wallon Li Rbiveye, localement Rebîveye ou Rubîveye) est une section de la commune belge de Waimes située en Wallonie dans la province de Liège. C'était une commune à part entière avant la fusion des communes de 1977.
L'ancienne commune de Robertville comprenait quatre villages, à savoir Robertville, Ovifat, Sourbrodt et Outrewarche et était la commune la plus haute de Belgique (Signal de Botrange : 694 m d'altitude).
Au 1er janvier 2005, l'ancienne entité de Robertville comptait 2 402 habitants.

## Évolution démographique
- Sources : INS, Rem. : 1930 jusqu'en 1970 = recensements, 1976 = nombre d'habitants au 31 décembre.

## Patrimoine et culture

### Sites remarquables
Robertville est connue pour son barrage sur la Warche créé en 1928. Sa retenue forme un lac de 62 ha qui fournit de l'eau potable à Malmedy et alimente une centrale électrique à Bévercé. Elle est aussi connue pour le château de Reinhardstein.

## Économie

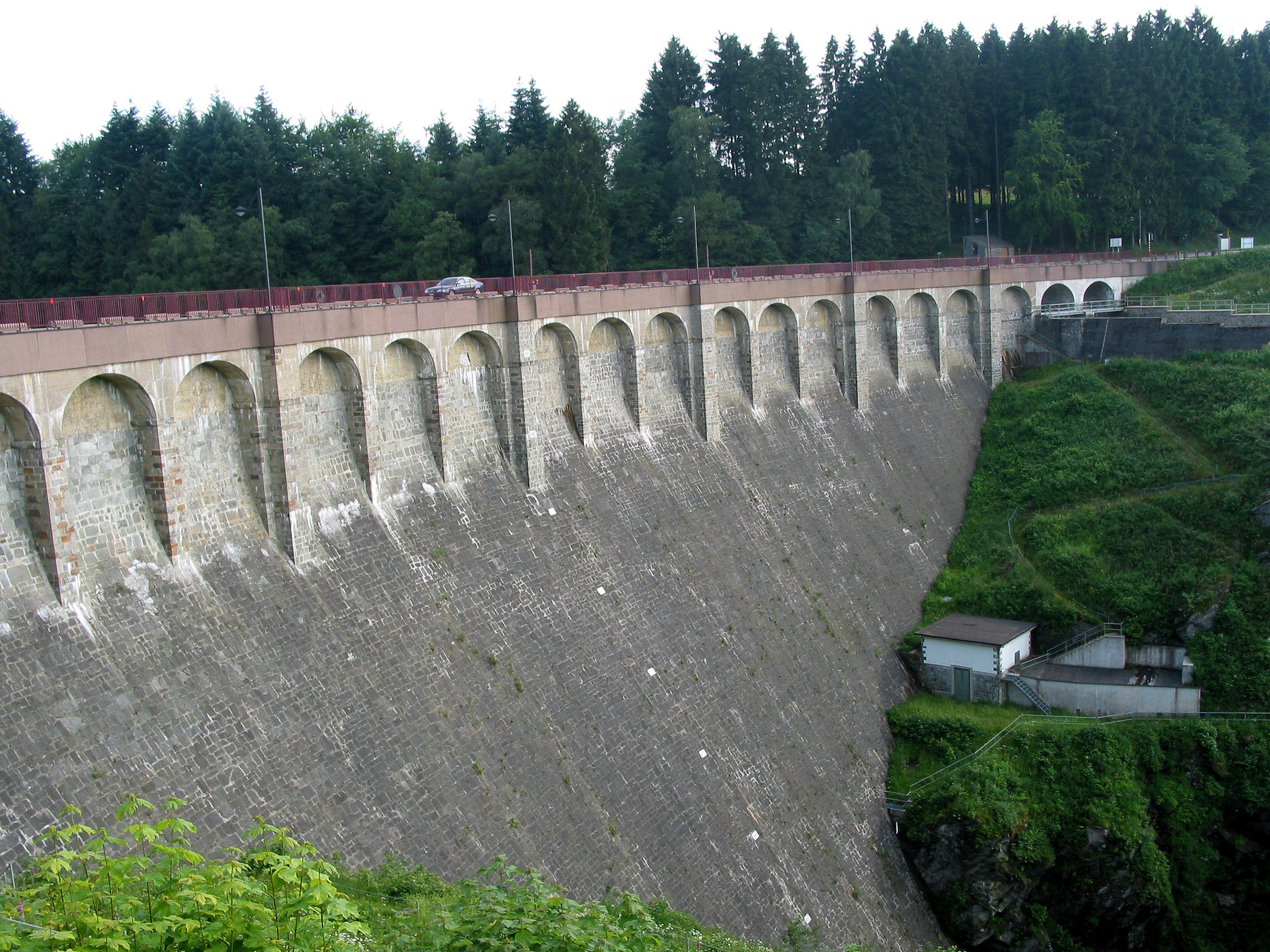
Le barrage.